# Sean Mathias

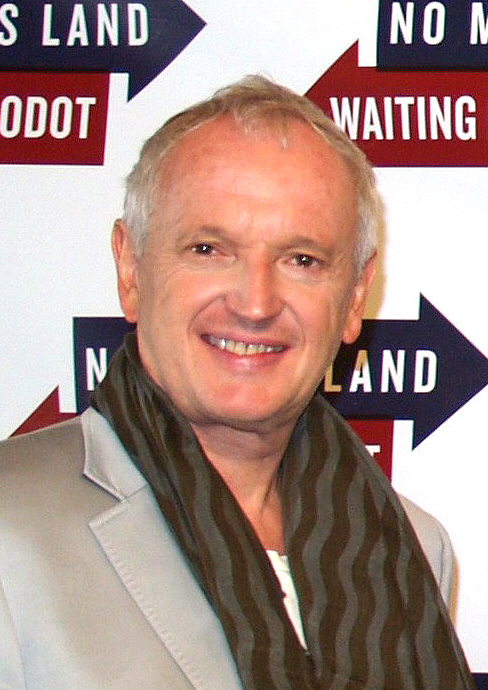
Sean Mathias (2013)

Sean Mathias (* 14. März 1956 in Swansea, Wales, Vereinigtes Königreich) ist ein britischer Schauspieler, Regisseur und Drehbuchautor.

## Leben
Mathias begann seine Karriere mit kleineren Rollen in Filmen und Fernsehserien. Neben seinen Auftritten als Schauspieler war Mathias mit seinen Theaterinszenierungen erfolgreich und erhielt mehrere Preise.
Seine Umsetzung von Anton Tschechows Uncle Vanya im National Theatre Cottesloe wurde für insgesamt fünf Olivier Awards nominiert.
Im Jahr 1994 wurde Mathias  für seine Inszenierungen der Bühnenstücke Les Parents Terrible und Design for Living, als Bester Regisseur für den London Evening Standard Theatre Award nominiert.
Für die beiden Theaterstücke wurde er im selben Jahr mit dem London Critics’ Circle Theatre Award (Drama Theatre Award) ausgezeichnet.
Für den Film Bent mit Clive Owen, Lothaire Bluteau, Ian McKellen und Mick Jagger in den Hauptrollen wurde Mathias 1997 auf den Internationalen Filmfestspielen von Cannes mit dem  Award of the Youth für den Besten ausländischen Film ausgezeichnet. Im selben Jahr wurde Bent auf dem Gijón International Film Festival für einen Grand Prix Asturias nominiert. 1998 erreichte Bent den zweiten Platz beim Emden International Film Festival und gewann als Bester Spielfilm beim Torino International Gay & Lesbian Film Festival. 2007 heiratete Mathias in Südafrika Paul de Lange.

## Filmografie
Regie
- 1997: Bent

Darsteller
- 1976: How Green Was My Valley (Fernsehserie, eine Folge)
- 1977: Survivors (Fernsehserie, eine Folge)
- 1977: Die Brücke von Arnheim (A Bridge Too Far)
- 1978: Kilvert's Diary (Fernsehserie, eine Folge)
- 1981: Priest of Love
- 1982: Das Scharlachrote Siegel (The Scarlet Pimpernel)
- 1982: Minder (Fernsehserie, eine Folge)
- 1983: One Summer (Fernsehserie, eine Folge)
- 1987: Die letzten Tage in Kenya (White Mischief)

## Theaterregie
- 1988: Exceptions
- 1989: Bent (Adelphi Theatre, London)
- 1990: Bent (Lyttelton, National Theatre, London und Garrick Theatre, London)
- 1990: Talking Heads (Haymarket Theatre, London)
- 1991: Noel and Gertie (Duke of York's Theatre, London)
- 1992: Uncle Vanya (Cottesloe, National Theatre, London)
- 1993: Ghosts (Sherman Theatre, Cardiff)
- 1994: Design for Living (Donmar Warehouse, London und Gielgud Theatre, London)
- 1994: Les Parents terribles (Lyttelton, National Theatre, London)
- 1995: A Little Night Music (Olivier, National Theatre, London)
- 1996: Indiscretions (Les Parents terribles; Ethel Barrymore Theatre, New York City)
- 1997: Marlene (London)
- 1998: Antony and Cleopatra (Olivier, National Theatre, London)
- 1999: Suddenly Last Summer (Comedy Theatre, London)
- 1999: Marlene (Cort Theatre, New York City)
- 2001: Dance of Death (Broadhurst Theatre, New York City)
- 2001: Servicemen (Theater at St Clement's, New York City)
- 2002: The Elephant Man (Royale Theatre, New York City)
- 2002: Company (Kennedy Center Eisenhower Theater, Washington, D.C.)
- 2003: Dance of Death (Lyric Theatre, London and Theatre Royal, Sydney)
- 2004: Antigone (Baxter Theatre Centre, Cape Town)
- 2004: Aladdin (Old Vic, London)
- 2005: Shoreditch Madonna (Soho Theatre, London)
- 2005: Aladdin (Old Vic, London)
- 2006: The Cherry Orchard (Mark Taper Forum, Los Angeles)
- 2007: Triptych (Market Theatre, Johannesburg)
- 2008: Ring Round the Moon (L'Invitation au Château; Playhouse Theatre, London)
- 2008: Triptych (Southwark Playhouse, London)
- 2009: Waiting for Godot (Theatre Royal Haymarket, London)
- 2009: Breakfast at Tiffany's (Theatre Royal Haymarket, London)